# Ли Минчжу
Ли Минчжу́ (кит. упр. 李明珠, пиньинь Lǐ Míngzhū) — китайский тренер по фигурному катанию и судья. Её самой известной ученицей является чемпионка мира 1995 года и двукратная бронзовая олимпийская медалистка в женском одиночном катании Чэнь Лу.

## Биография
Ли Минчжу начала кататься в семь лет, а в 1980 году (в 16 лет) решила стать тренером. Чэнь Лу была одной из первых её учениц. Ли вспоминает, что то время было нелегким для китайского фигурного катания: «Иногда мы были вынуждены тренироваться зимой под открытым небом». В техническом плане фигуристы Китая сильно отставали от мирового уровня, а новшества в катании не поощрялись. В интервью Ли рассказывала, что советовала своим ученикам тренировать тройные прыжки с десяти лет — слишком рано по китайским меркам, и старые и опытные тренеры отрицательно смотрели на такие нововведения, считая, что неумеренный энтузиазм испортит спортсменов. Ли же считала, что чем раньше спортсмен научится сложным элементам, тем лучше. Чэнь Лу делала тройные прыжки с девяти лет, а к десяти научилась исполнять все виды прыжков. Она работала с Ли Минчжу в течение пятнадцати лет. Ли же стала тренером национальной сборной Китая.
После того, как в 1997 году распалось сотрудничество с Чэнь Лу, она переехала в США. «Поначалу мне было нелегко приспособиться к режиму тренировок в США, — рассказывает Ли. — Пришлось учиться тренировать целые группы за 20 или 30 минут — время, за которое в китайской сборной спортсмены только разогревались». В последующем она жила в Калифорнии и занималась на катке East West Ice Palace. Ли тренировала спортсменов всех возрастов и специализировалась на технике прыжков. Она также являлась основным тренером американской фигуристки Кэролайн Чжан, победительницы чемпионата мира среди юниоров 2007 года. Они работали вместе на протяжении более пяти лет.
В 2008 году по просьбе китайской федерации фигурного катания Ли взяла трёх фигуристок из Китая, которых она готовила к Олимпийским играм в Сочи. Это фигуристки Гэн Бинва (14 лет), Чжан Кэсинь (12 лет) и Ли Цзыцзюнь (11 лет). После Олимпиады 2014 года Ли Минчжу продолжила тренировать Ли Цзыцзюнь, а также работала с фигуристом-одиночником Янь Ханем.